# Paul Simon
Paul Frederick Simon (født 13. oktober 1941) er en amerikansk sanger og sangskriver. Medlem af duoen Simon & Garfunkel 1964-1970 og ved senere genforeninger 1981 – 1983, 1993 og 2003 – 2004. De samarbejdede allerede fra 1956 bl.a. under navnet Tom & Jerry, og havde et mindre hit med singlen Hey, Schoolgirl.
Efter 1970 hovedsageligt soloartist.
Han er gift med Edie Brickell siden 30. maj 1992, tilsammen har de tre børn.

## Diskografi

### Album
- The Paul Simon Song Book (1965)
- Paul Simon (1972)
- There Goes Rhymin' Simon (1973)
- Paul Simon in Concert/Live Rhymin' (live) (1974)
- Still Crazy After All These Years (1975)
- Greatest Hits, Etc. (opsamling) (1977)
- One-Trick Pony (soundtrack) (1980)
- Hearts and Bones (1983)
- Graceland (1986)
- The Rhythm of the Saints (1990)
- Concert in the Park (2-CD) (1991)
- 1964/1993 (3-CD box) (1993)
- The Paul Simon Anthology (2-CD) (1993)
- Songs from the Capeman (1997)
- You're the One (2000)
- Surprise (2006)
- The Essential Paul Simon (2007)
- So Beautiful or So What (2011)
- Stranger to Stranger (2016)
- In the Blue Light (2018)
- Seven Psalms (2023)

### Singler
- Father And Daughter (2003)